# Sabina de Villamayor

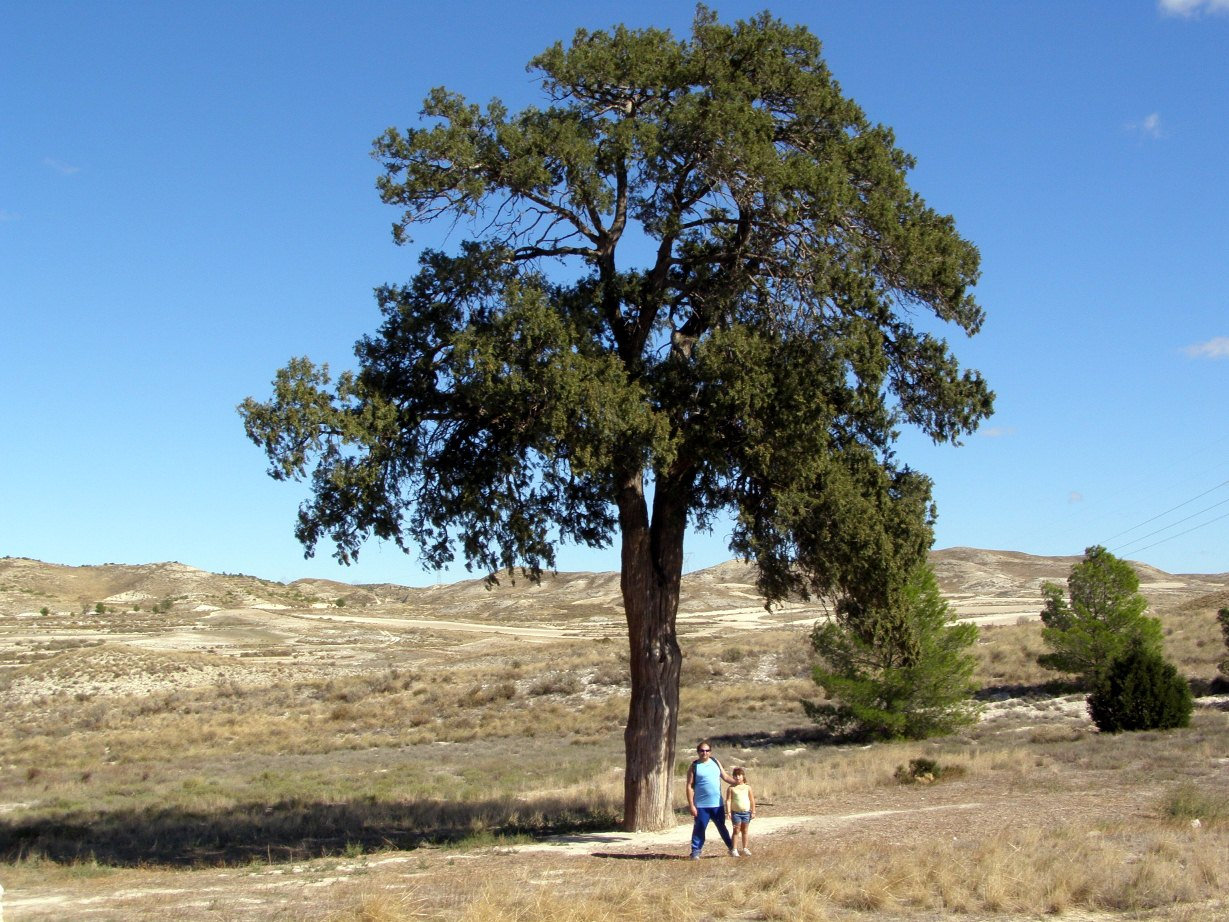
Vista de la sabina

El escudo de Villamayor de Gállego, con la sabina en el centro

La sabina de Villamayor de Gállego es un árbol singular o monumental de Juniperus thurifera o sabina albar, localizado en la población española de Villamayor de Gállego, Aragón.
Representa el legado de los antiguos bosques de la Hispania romana, cuando casi toda la península ibérica era un gran bosque mediterráneo. Las sabinas (véase Juniperus secc. Sabina) se cortaron por su gran porte y por ser una madera imputrescible. Dicha madera se utilizó para construir parte de las embarcaciones de la Gran Armada Invencible y en obras de edificación que requiriesen cimentaciones mediante pilotaje, usando pilotes de madera de sabina.
Esta sabina es el único ejemplar que sobrevive en la zona de Villamayor, cercana al paraje del denominado monte Oscuro, donde se encuentra como bosque natural. En su entorno, naturalistas y amantes del medio ambiente han dejado su legado. Este árbol representa un importante símbolo para la localidad de Villamayor de Gállego, celebrando en la proximidad del árbol acontecimientos de forma periódica. Además es el emblema del municipio, en cuyo escudo está representada como elemento central la sabina.

La Sabina de Villamayor
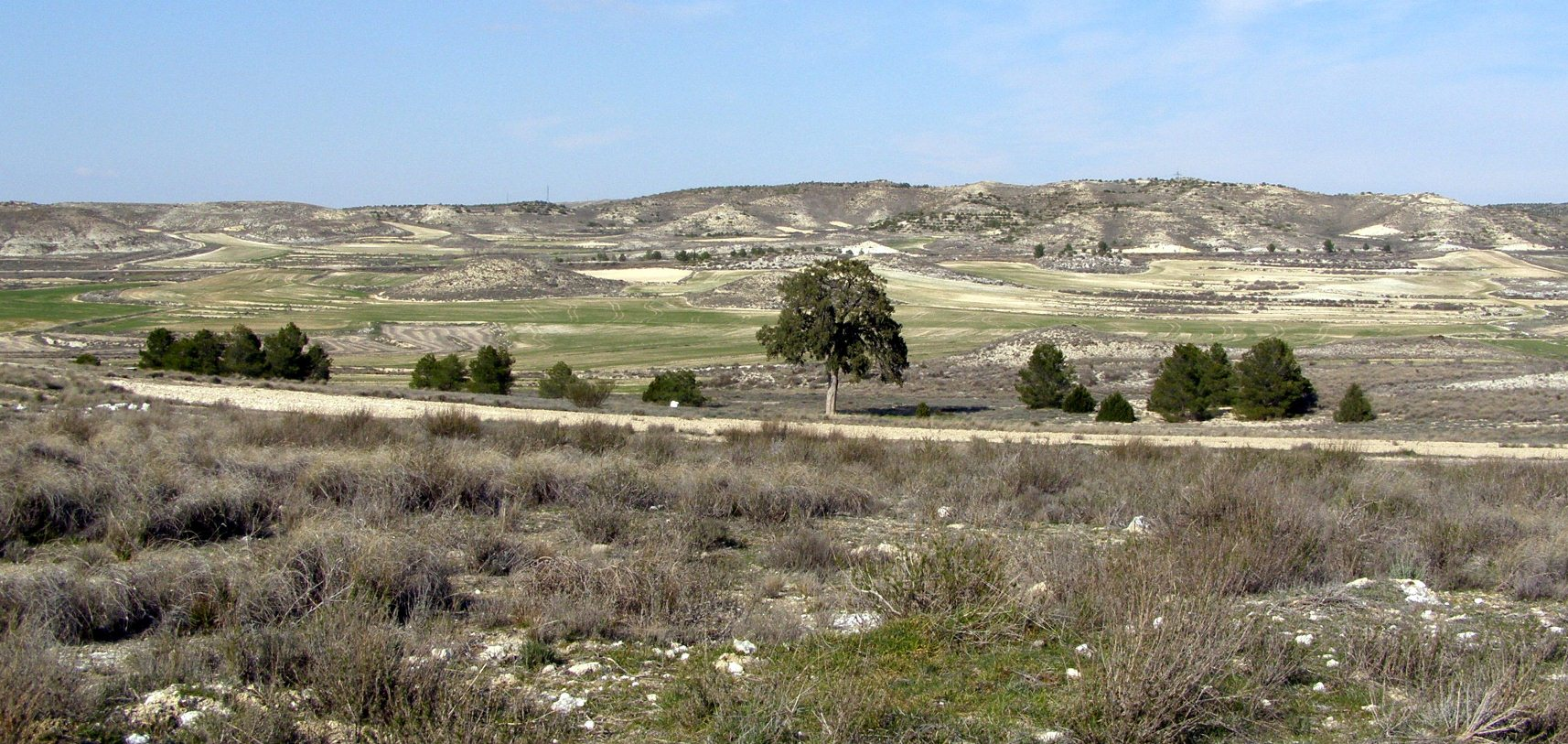
Entorno
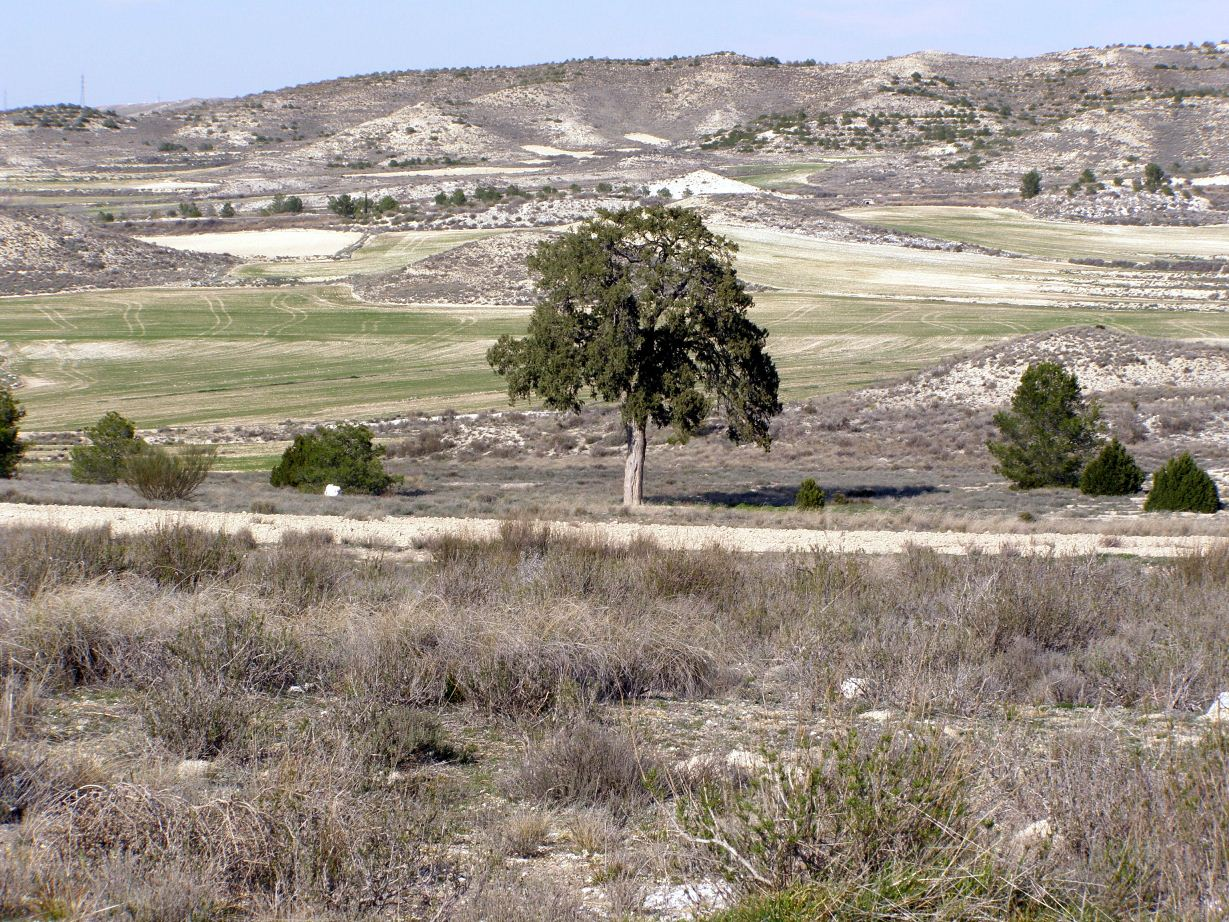
Vista más próxima
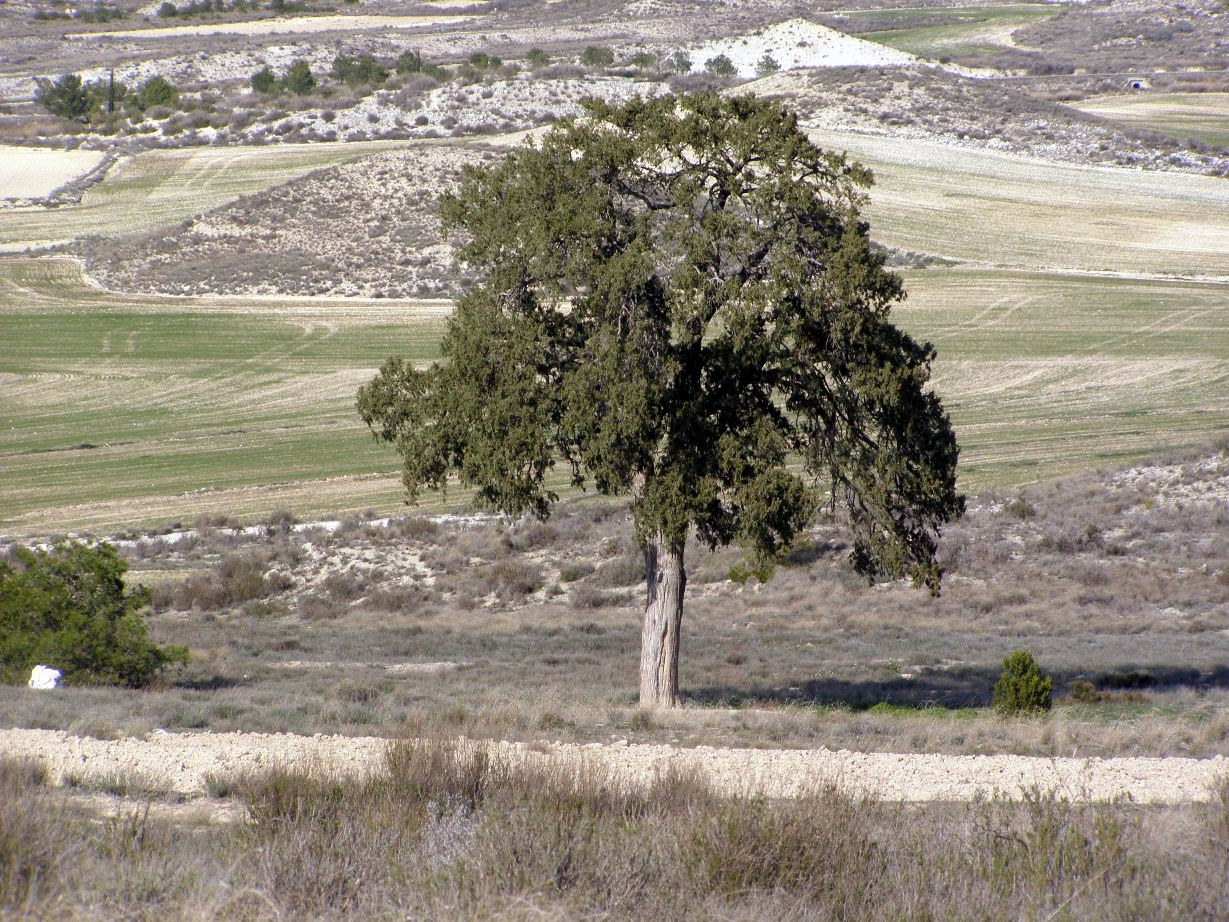
Sombra
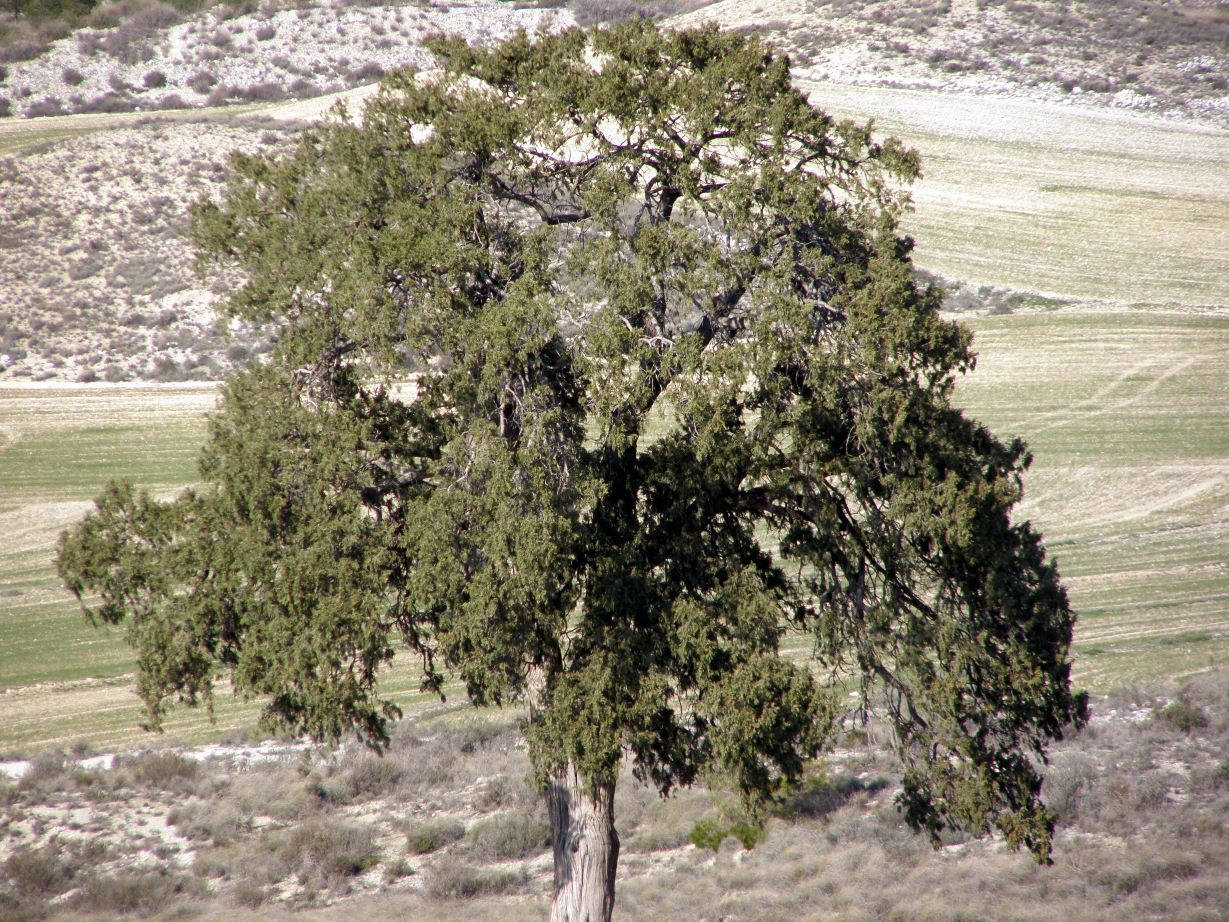
Copa

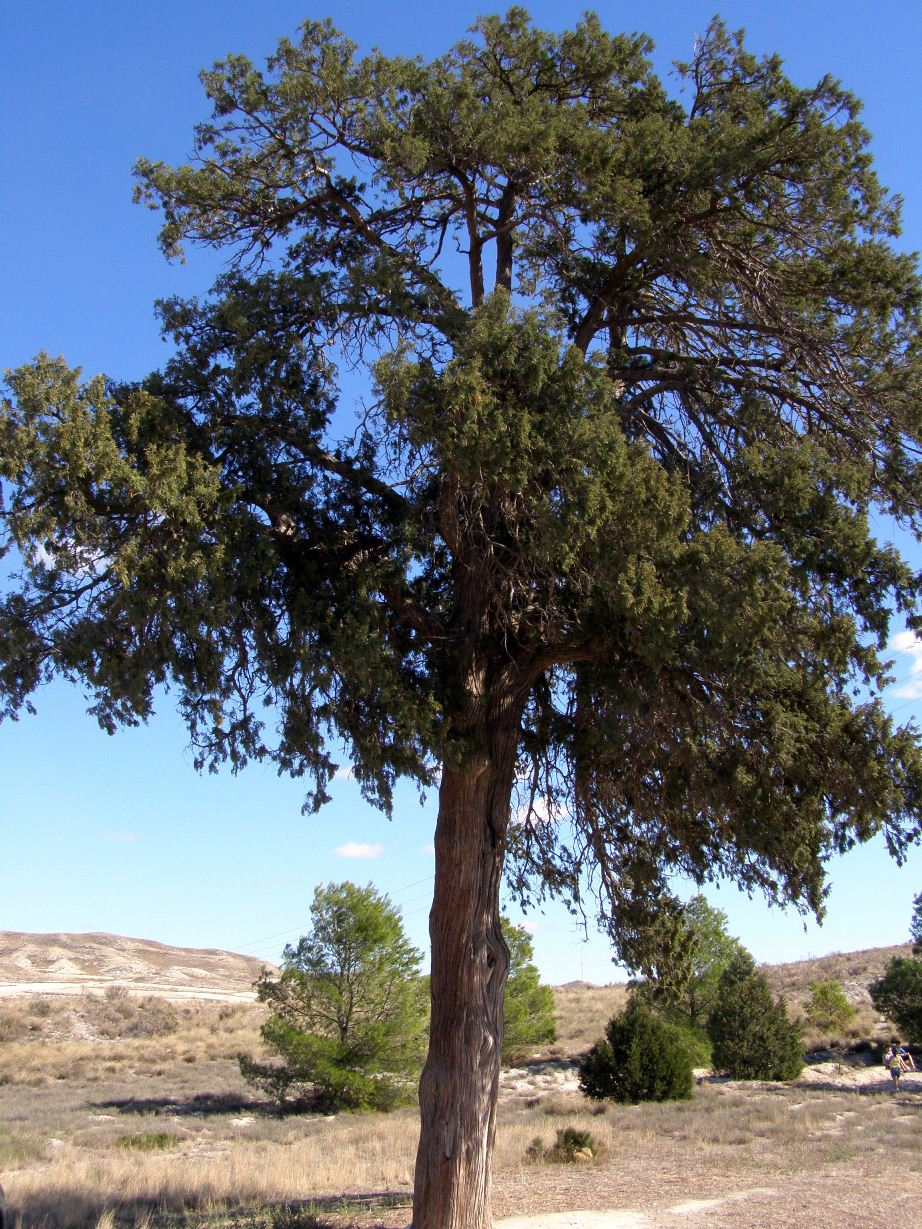
Porte
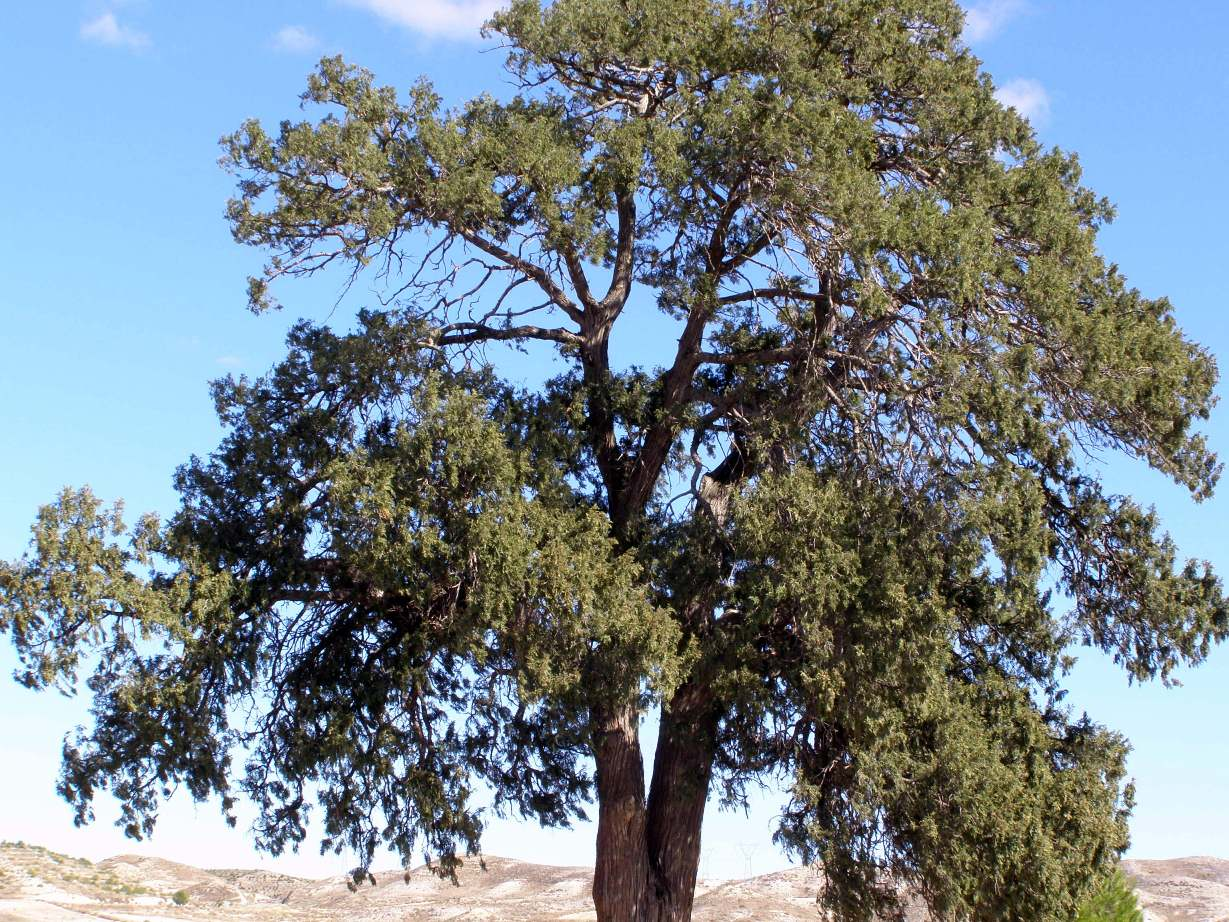
Copa
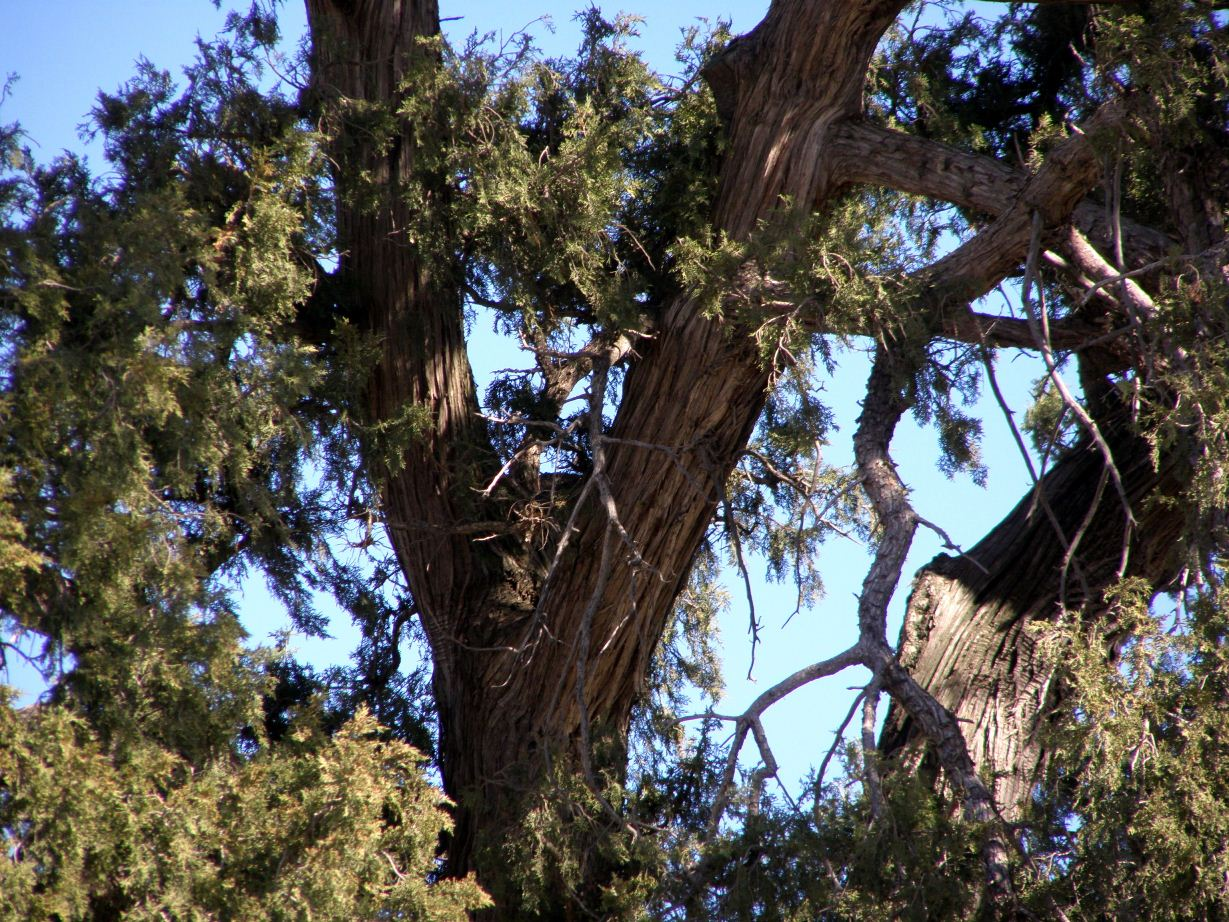
Ramaje
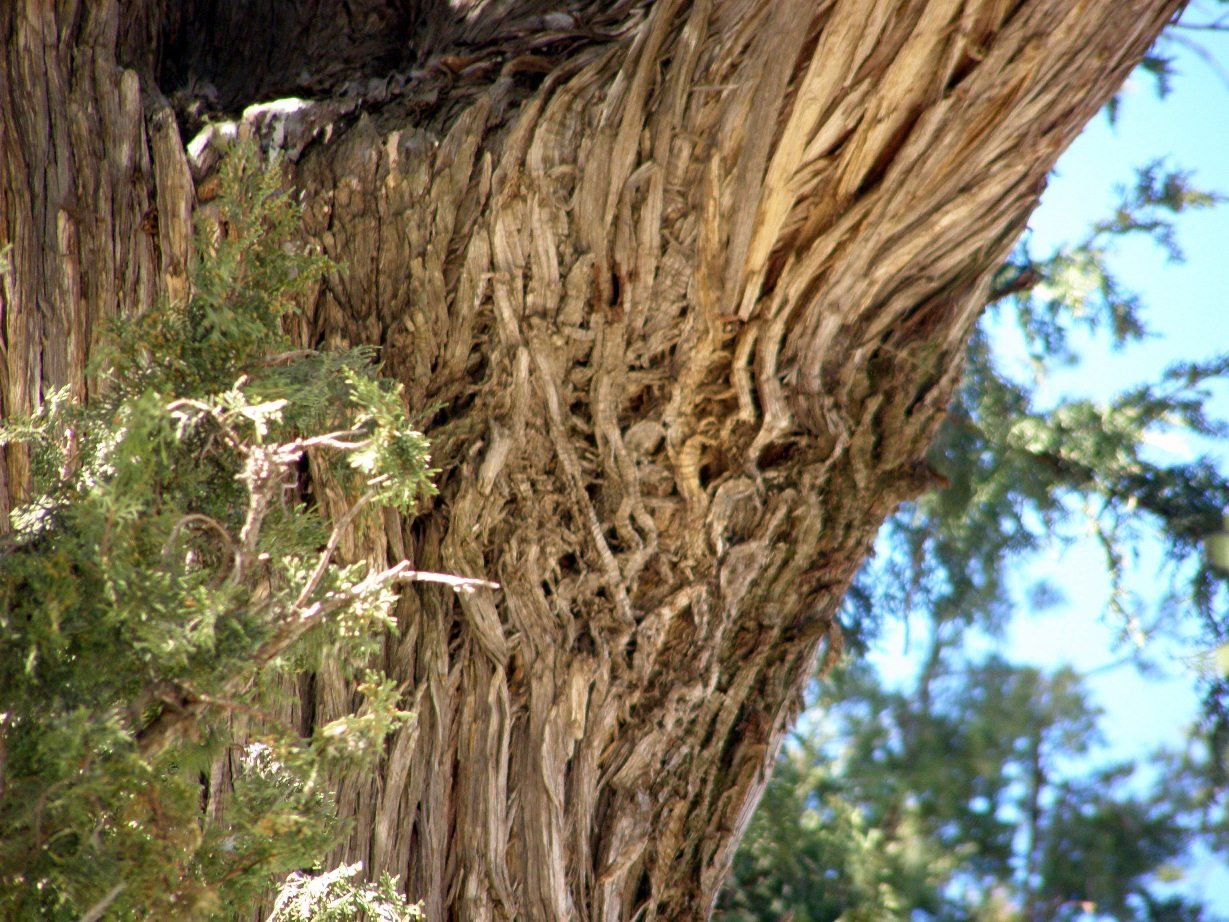
Corteza
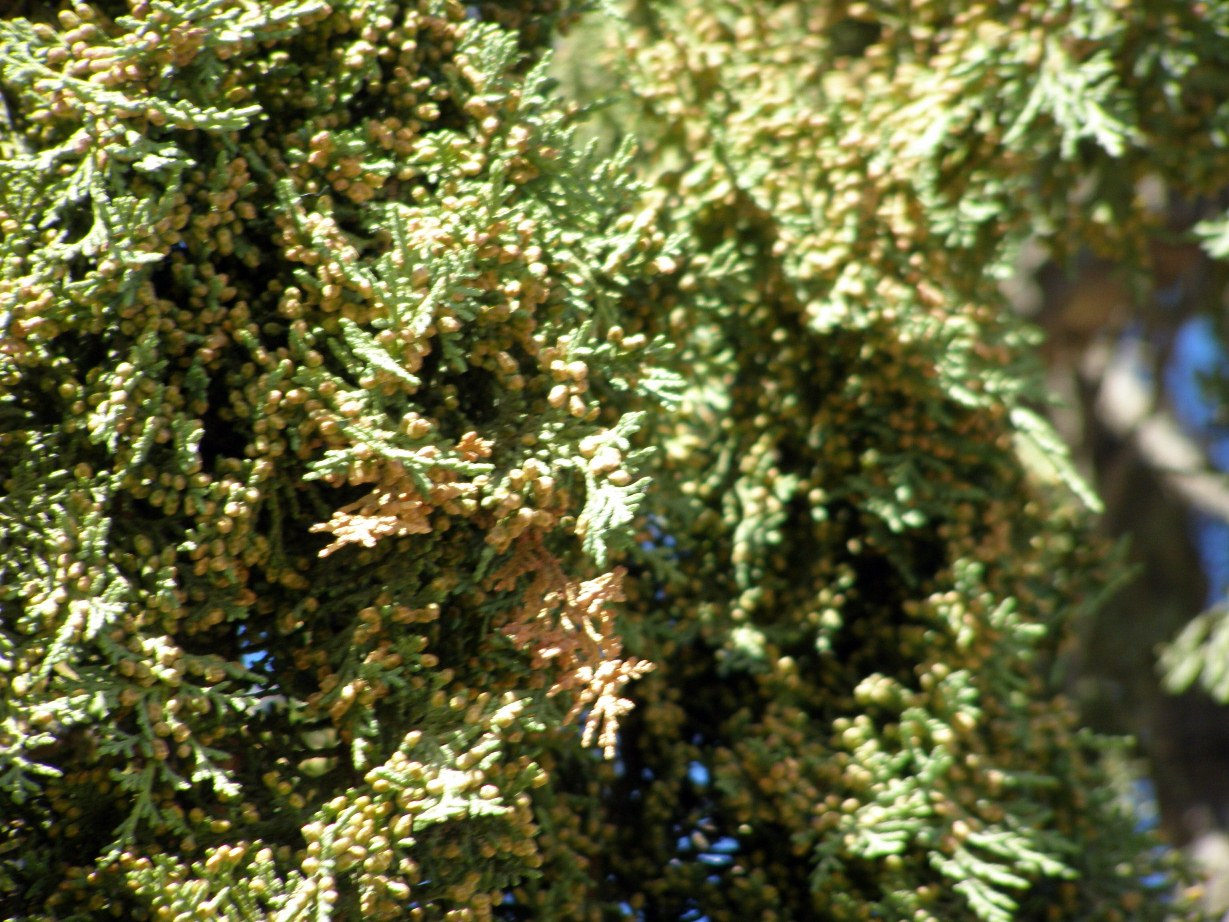
Follaje e inflorescencias